# Tosirips
Tosirips is een geslacht van vlinders van de familie bladrollers (Tortricidae).

## Soorten
- T. magyarus Razowski, 1987
- T. perpulchrana (Kennel, 1901)